# Michael Bourne
Michael Bourne (* 4. Dezember 1946 in St. Louis; † 21. August 2022) war ein US-amerikanischer Musikjournalist und Hörfunkmoderator.

## Leben und Wirken
Bourne wurde zu einem Jazz-Fan, nachdem er in einem örtlichen Lebensmittelgeschäft ein Exemplar von Dave Brubecks Time Out (1958) gekauft hatte. Das Hören von „Strange Meadow Lark“ wurde für ihn zum Einstieg in seine lebenslange Leidenschaft für die Musik. Bourne erwarb den Bachelor-Abschluss in Theaterwissenschaft an der Northeast Missouri State University (inzwischen Truman State University) in Kirksville (Missouri) und promovierte an der Indiana University. Dort begann er seine Hörfunkkarriere beim WFIU Public Radio, bevor er 1984 nach New York zog. Theater war seine erste Leidenschaft, und Bourne war stimmberechtigtes Mitglied des Outer Critics Circle, der die Jury für den gleichnamigen Theaterpreis bildete. Er war später von 2001 bis 2006 Moderator des Broadway Channel beim Sender Sirius.

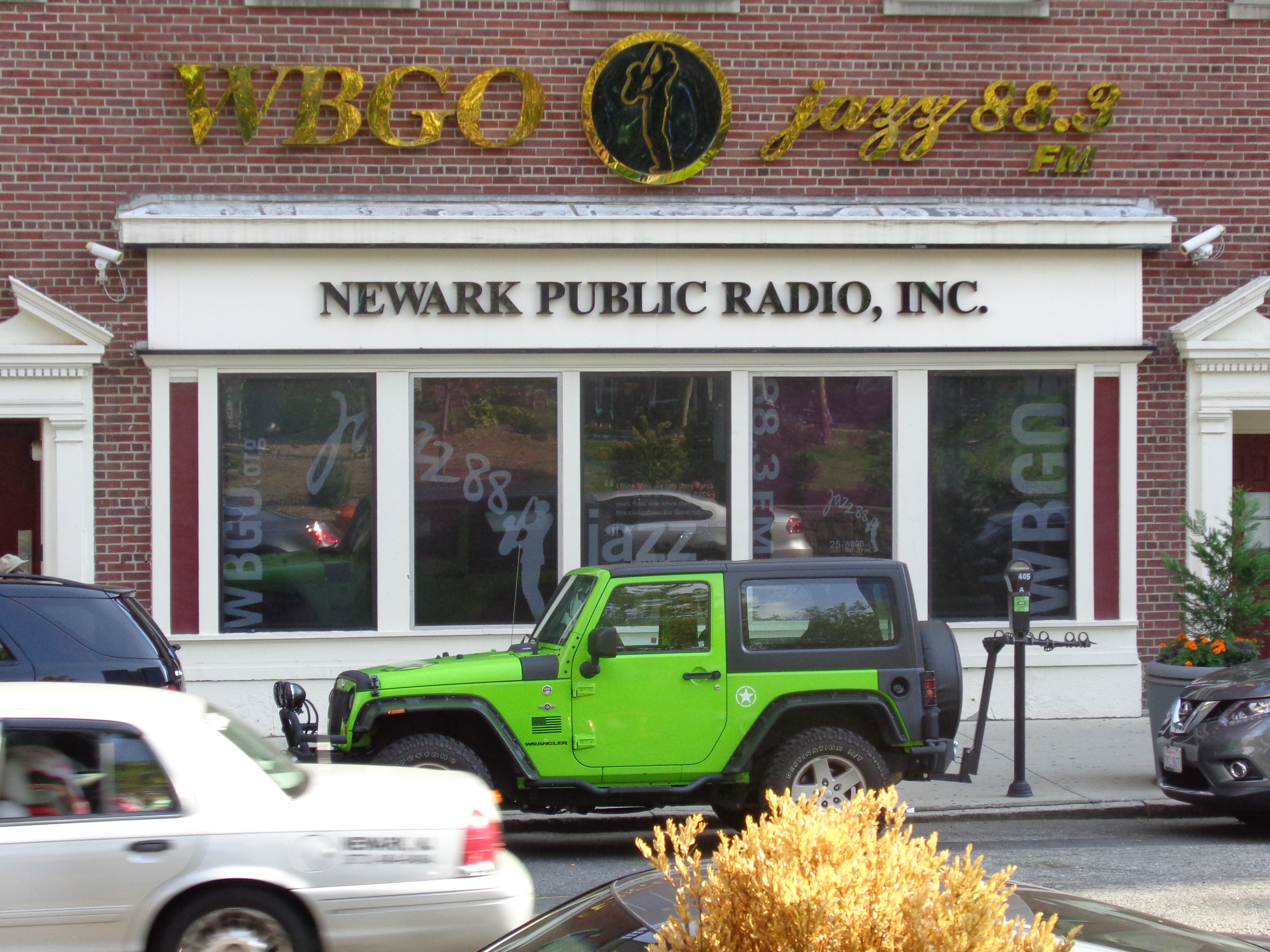
Das WGBO-Büro in Park Place/Military Park Downtown Newark

Als Bourne in Bloomington an seiner Promotion arbeitete, war er gelegentlich Gast in der Jazzshow des NPR-Senders WFIU der Indiana University. Als dann der Stamm-DJ in Urlaub fuhr, fragte ihn der Programmdirektor, ob er einspringen wollte, womit im Sommer 1972 Bournes fast 45 Jahre währende Karriere als Hörfunkmoderator begann. Er hatte in den 1970er-Jahren eine regelmäßige Sendung bei WFIU in Bloomington. Daneben war er bereits ab 1969 mehr als 50 Jahre lang als Autor für den Down Beat tätig; für das Magazin schrieb er neben Jazz auch über Kunst- und Reisethemen. Von 1984 bis zu seiner Pensionierung Anfang 2022 arbeitete er als beliebter DJ für den New Yorker Jazzsender WBGO, mit Sitz in Newark, New Jersey, und moderierte die Programme Afternoon Jazz, The Blues Hour und seine langjährige Sonntagsshow Singers Unlimited. Er war auch Gastgeber des American Jazz Radio Festival, eines Vorläufers von Jazzset mit Branford Marsalis, das später von Dee Dee Bridgewater moderiert wurde.
Außerdem moderierte Bourne viele Jahre lang beim National Public Radio die Silvestersendung Toast of the Nation, produziert von Becca Pulliam. 1991 moderierte er aus St. Louis, seiner Heimatstadt, mit Gästern wie das Benny Green, Bobby Watson und Victor Lewis. Bei der Jahrtausendwende reiste er für NPR die ganze Nacht von Ostküste zur Westküste der USA, mit Gästen wie Billy Taylor, dem Mingus Millennium Orchestra in der City Hall in Manhattan, dann sendete er mit Nicholas Payton und Allen Toussaint vom Storyville District Hotel in New Orleans, schließlich aus dem Yoshi’s in Oakland, mit Steve Turres Sanctified Shells.
Bourne hat das Buch Corsage herausgegeben, eine Hommage an seinen Lieblingskrimiautor Rex Stout – „das faszinierendste Individuum, das ich je gekannt habe“, sagte er. Von 1992 bis 1997 war er Herausgeber des Magazins Hennessy Jazz Notes. Er hat außerdem unzählige Liner Notes für Alben (etwa von The George Gruntz Concert Jazz Band, Fred Hersch, Arnie Lawrence, Dave McKenna, Carmen McRae, Janis Siegel und Marlene VerPlanck) geschrieben, und 1997 produzierte Bourne vier CD-Sammlungen mit Songs von Mark Murphy für das Label 32 Jazz, das 1997/99 erschien. Des Weiteren war Bourne langjähriger Unterstützer des jährlichen Festival International de Jazz de Montréal; er sendete darüber, diente in Gremien und bewertete Bands bei Wettbewerben. Seine Leidenschaft für das Theater und Jazz verband er im Jahr 2016, als er „The Brubeck Songbook“ mit der Sängerin Hilary Kole und den Brubeck-Brüdern kreierte und aufführte.
In späteren Jahren war Bourne Gastgeber von „Lyrics and Lyricists“-Konzerten in New York City. Er war Gastgeber und musikalischer Leiter des „Jazz on the Mountain“-Festivals, das ab 2000 jährlich im Januar im Mohonk Mountain House im Hudson Valley stattfindet,  wo er auch häufig mit dem Schlagzeuger Michael Carvin und der Sängerin Hilary Kole auftrat, was er manchmal als „Jazz-Schauspiel“ bezeichnete, und in „Parlour Games“, die am Montagmorgen ein Festivalfinale darstellte. Er war Co-Autor und Regisseur der Show Singing Astaire, einer Feier des Songbooks von Fred Astaire im Jazzclub Birdland.

## Würdigung
Es sei die Wirkung gewesen, meinte Amy Niles, ehemalige Präsidentin von WBGO, „wie Bourne seine Geschichten durch die Musik und seine Worte gestaltete, die er uns allen wirklich präsentierte. Nichts in seinem Leben war zufällig. Man musste seine Worte so lesen, wie er sie schrieb, und die Musik hören, wie er sie präsentierte, aber er ließ immer den Raum für Ihre Interpretation und sagte Ihnen nie, was Sie sehen, hören oder fühlen sollten.“
Viele seiner Artikel für das Magazin Down Beat seien zu Ikonen geworden, würdigte ihn Frank Allyer. Da war „Fat Cats at Lunch“, ein lockeres Gespräch zwischen dem Trompeter Dizzy Gillespie und Bourne aus der Ausgabe vom 11. Mai 1972, in dem Gillespie eloquent über Musik, aber auch seinen Baá’í-Glauben spricht; oder Bournes intimes Interview mit Tony Bennett aus dem Jahr 2002, in dem er den Sänger und Maler in das Metropolitan Museum of Art in New York mitnahm und über zwei ihrer Lieblingsthemen sprach – Musik und Kunst; oder sein tiefgründiges Gespräch mit Dave Brubeck vom September 2003, eines, das das Cover von Down Beat zierte.
2017 verlieh ihm das Festival International de Jazz de Montréal seine höchste Auszeichnung (für einen Nicht-Musiker), den Bruce Lundvall Award.